# Taipan (Schiff)
Die Taipan ist ein ehemals unter deutscher Flagge fahrendes Mehrzweckschiff.
Es wurde Anfang April 2010 von somalischen Piraten überfallen.

## Beschreibung
Das Schiff wurde 2006 auf der spanischen Werft Naval Gijón, S.A. in Gijón gebaut. Die Kiellegung war am 9. März und der Stapellauf am 22. Oktober 2006. Am 26. März 2007 wurde es fertiggestellt.
Das Schiff hat einen Achtzylinder-Viertakt-Dieselmotor des Herstellers MAN Diesel & Turbo mit einer Maximalleistung von 9600 kW. Dieser wirkt über ein Untersetzungsgetriebe auf einen Verstellpropeller. Das Schiff hat ein Bugstrahlruder.
Der Laderaum des Schiffes ist für Schwergutladung verstärkt und für den Transport von Containern ausgerüstet. Der Rumpf ist eisverstärkt (Eisklasse E3).
Das Schiff wurde als Taipan von der Hamburger Reederei Komrowski Befrachtungskontor KG (GmbH & Co.) bereedert. Mittlerweile (Stand: April 2018) ist das Schiff als Contship Joy unter der Flagge Maltas für das in Jork ansässige Unternehmen Conmar Shipping in Fahrt. 

## Piratenüberfall
Die Taipan wurde Anfang April 2010 von somalischen Piraten überfallen. Es fuhr damals in Charter des israelischen Schifffahrtsunternehmens Zim Integrated Shipping Services (צים) mit Sitz in Haifa im East Africa Service zwischen Haifa, Dschibuti, Mombasa, Daressalam und Durban in Südafrika.
Das Schiff wurde am 5. April 2010 um 13.30 Uhr etwa 500 sm östlich von Somalia auf der Reise von Mombasa nach Dschibuti von zehn somalischen Piraten angegriffen und geentert. Die 13 Seeleute der Taipan, zwei Deutsche und drei Russen sowie acht Besatzungsmitglieder aus Sri Lanka, verschanzten sich in einem Sicherheitsraum des Schiffes und schalteten von dort aus die Hauptmaschine des Schiffes ab. Die Piraten kontrollierten das Schiff, konnten es aber nicht in Richtung Somalia bewegen.
Die Besatzung der Taipan alarmierte über Seefunk ein in der Nähe befindliches deutsches Aufklärungsflugzeug vom Typ P-3C Orion und über Satellitentelefon die Koordinationsstelle für die EU-Mission Atalanta (EU NAVFOR Somalia). Diese schickte die Fregatte Tromp (F803) der Königlich Niederländischen Marine zur Taipan.
Nachdem Versuche der Kontaktaufnahme von der Fregatte Tromp mit den Piraten erfolglos geblieben waren, entschloss sich die Einsatzleitung zur gewaltsamen Befreiung des Schiffes und schickte eine Einheit mit dem Bordhubschrauber vom Typ Sea Lynx zur Taipan. Der Bordhubschrauber beschoss die von den Piraten besetzte Kommandobrücke des Frachters. Danach seilten sich niederländische Marinesoldaten auf das Vorschiff ab, durchsuchten das Schiff und nahmen die zehn Piraten fest. Die Besatzung der Taipan übernahm das Schiff wieder und setzte die Fahrt in Richtung Mombasa fort. Die Festgenommenen wurden an Bord der Tromp gebracht.
Das Amtsgericht Hamburg erließ am 10. April 2010 Haftbefehle gegen die zehn Festgenommenen wegen versuchten erpresserischen Menschenraubes und Angriffs auf den Seeverkehr. Sie wurden am 14. April 2010 mit einer Militärmaschine von Dschibuti aus in die Niederlande geflogen und legten Widerspruch gegen die von Deutschland beantragte Auslieferung ein. Am 4. Juni 2010 ordnete ein Gericht in Amsterdam ihre Auslieferung an.
Ab dem 22. November 2010 mussten sich die zehn Somalis vor der Großen Strafkammer 3 des Landgerichts Hamburg wegen Angriffs auf den Seeverkehr und erpresserischen Menschenraubs verantworten. Das Gericht schloss die Beweisaufnahme am 20. Januar 2012, dem 70. Verhandlungstag, sie wurde später aber wieder aufgenommen. Das Urteil wurde am 19. Oktober 2012 verkündet. Die sieben Erwachsenen wurden zu sechs bis sieben Jahren Haft verurteilt, die drei Heranwachsenden zu zwei Jahren Jugendstrafe. Der Prozess war mit 105 Verhandlungstagen einer der längsten in der Geschichte der Bundesrepublik Deutschland. 
Bis Ende 2014 wurden alle Somalier aus der Haft entlassen. Vier von ihnen reisten nach Somalia aus und ein weiterer nach Schweden.
Gegen die anderen fünf wurden Ausweisungsverfügungen erlassen. Eine davon wurde durch einen gerichtlichen Vergleich wieder aufgehoben, ein anderes Verfahren war Ende März 2018 noch nicht rechtskräftig entschieden. Zwei Somalier haben eine Aufenthaltserlaubnis beantragt und schützenswerte Beziehungen zu bleibeberechtigten Familienmitgliedern geltend gemacht.
Der fünfte Somalier sei rechtskräftig ausgewiesen, könne aber nicht abgeschoben werden.

## Dokumentation
- Ashwin Raman: Entführung auf hoher See – Somalische Piraten und der Fall MV Taipan, SWR, 2014.